# رودي إبرامز
رودي إبرامز (بالإنجليزية: Rudy Abrams)‏ هو مدير فني أمريكي، ولد في 14 يناير 1942.